# The Brutalist
The Brutalist là một bộ phim lịch sử sử thi năm 2024 do Brady Corbet đạo diễn, sản xuất và đồng biên kịch với Mona Fastvold. Adrien Brody đóng vai chính là một kiến trúc sư người Do Thái gốc Hungary sống sót Holocaust di cư đến Hoa Kỳ để thực hiện Giấc mơ Mỹ. Dàn diễn viên còn có Felicity Jones, Guy Pearce, Joe Alwyn, Raffey Cassidy, Stacy Martin, Emma Laird, Isaach de Bankolé và Alessandro Nivola.
Là sản phẩm hợp tác giữa Hoa Kỳ, Anh và Hungary, The Brutalist được công chiếu tại Liên hoan phim quốc tế Venezia lần thứ 81 vào ngày 1 tháng 9 năm 2024. Bộ phim được phát hành tại Hoa Kỳ vào ngày 20 tháng 12 năm 2024, tại Hungary vào ngày 23 tháng 1 năm 2025 và tại Anh vào ngày 24 tháng 1 năm 2025.
The Brutalist được giới phê bình đánh giá cao về đạo diễn, kịch bản, diễn xuất, quay phim và nhạc nền phim. Tại Giải Oscar lần thứ 97, bộ phim nhận được mười đề cử, bao gồm Phim hay nhất, và giành giải quay phim xuất sắc nhất, nhạc phim xuất sắc nhất và nam diễn viên chính xuất sắc nhất. Tại Giải Quả cầu vàng lần thứ 82, The Brutalist giành ba giải thưởng, bao gồm phim chính kịch hay nhất. Viện phim Mỹ bình chọn bộ phim là một trong mười bộ phim hay nhất năm 2024. The Brutalist thu về 48,5 triệu đô la Mỹ so với kinh phí 9,6 triệu đô la Mỹ, là bộ phim có doanh thu cao nhất của Corbet.

## Cốt truyện

### Dạo đầu
László Tóth, một kiến trúc sư người Do Thái gốc Hungary được đào tạo tại Bauhaus sống sót Holocaust, di cư từ Đức đến Hoa Kỳ sau khi lạc mất vợ là Erzsébet và cháu gái mồ côi Zsófia trong Chiến tranh thế giới thứ hai.

### Phần 1: Bí ẩn của sự xuất hiện
Năm 1947, László đến Philadelphia để làm việc tại cửa hàng đồ nội thất của anh họ, Attila, và vợ của Attila, Audrey. László được biết rằng Erzsébet và Zsófia còn sống nhưng bị mắc kẹt ở châu Âu. Attila nói với László rằng anh đã đồng hóa vào văn hóa Hoa Kỳ, đổi tên và cải đạo sang Công giáo để cưới Audrey. Harry Lee Van Buren, con trai của nhà công nghiệp giàu có Harrison Lee Van Buren, thuê László và Attila cải tiến thư viện trong dinh thự của ông gần Doylestown, Pennsylvania để gây bất ngờ cho cha mình. Một đêm, Audrey uống rượu say và tỏ ra khinh thường László, gợi ý anh nên chuyển đến ở nơi khác. Harrison trở về dinh thự đột xuất và sa thải Attila và László sau khi chứng kiến tình trạng ngổn ngang của thư viện, trong khi Harry từ chối trả tiền công. Attila vu cáo László gạ tình Audrey và đuổi anh ra khỏi nhà.
Ba năm sau, László làm công nhân bốc than và nghiện heroin. Anh sống ở nhà tình thương cùng với Gordon, một ông bố đơn thân người Mỹ gốc Phi mà László kết bạn ngay sau khi đến Hoa Kỳ. Harrison tìm gặp László để nói với anh rằng giới kiến trúc đánh giá cao công trình cải tiến thư viện theo kiến trúc hiện đại của anh và bày tỏ bất ngờ rằng László từng là một kiến trúc sư tài năng ở châu Âu. Ông trả tiền công cho László và mời anh đến dự tiệc để vinh danh ông. Tại bữa tiệc, ông giao László thiết kế một dự án tên là Viện Van Buren để tưởng nhớ người mẹ quá cố của mình. László ngay lập tức tiến hành dự án và thuê Gordon. Harrison nhờ luật sư của mình đẩy nhanh thủ tục nhập cư của Erzsébet và Zsófia.

### Phần 2: Cốt lõi của vẻ đẹp
Năm 1953, László đoàn tụ với Erzsébet và Zsófia và phát hiện rằng Erzsébet phải ngồi xe lăn vì bị loãng xương do nạn đói, còn Zsófia thì bị câm do hậu chấn chiến tranh. Trong quá trình thi công, các nhà thầu và cố vấn do Harrison thuê chỉnh sửa thiết kế của László để không đội vốn mà không tham khảo ý kiến của László. Harry chế giễu László không thuộc về Hoa Kỳ. Sau khi một đoàn tàu chở vật liệu trật bánh và gây phát sinh chi phí pháp lý, Harrison từ bỏ dự án và sa thải công nhân.
Năm 1958, László và Erzsébet chuyển đến sống ở Thành phố New York. László làm nhân viên phác họa tại một hãng kiến trúc, Erzsébet làm việc cho một tờ báo. Zsófia đã nói lại được và có thai với chồng cô, Binyamin. Hai người tuyên bố sẽ hồi hương về Israel và chuyển đến sống ở Jerusalem. Harrison tái khởi động dự án và thuê lại László.
Harrison và László đến thăm các mỏ đá ở Carrara, Ý để mua cẩm thạch. Harrison hiếp dâm László đang say rượu, gọi anh là kẻ ăn bám xã hội tự chuốc lấy sự ngược đãi. László bị chấn thương tâm lý, trở nên hung hăng và bốc đồng sa thải Gordon và một công nhân khác. Anh tâm sự với Erzsébet rằng họ không được chào đón ở Hoa Kỳ. Một hôm, Erzsébet quá liều sau khi László tiêm cho cô heroin để làm giảm cơn đau loãng xương. László và Erzsébet đồng ý chuyển đến sống với gia đình của Zsófia ở Israel. Erzsébet đến nhà của Harrison và tố ông hiếp dâm László trước mặt gia đình và cộng sự. Harry đẩy ngã Erzsébet trước khi chị gái anh là Maggie can thiệp. Harrison đột nhiên mất tích và mọi người đi tìm ông trong công trường, nhưng không rõ số phận của Harrison.

### Lời kết: Triển lãm kiến trúc đầu tiên
Năm 1980, một cuộc triển lãm hồi tưởng về các tác phẩm của László được tổ chức tại Triển lãm Kiến trúc Venezia, trưng bày các dự án trong sự nghiệp của László, bao gồm Viện Van Buren. Erzsébet đã qua đời. Zsófia thay mặt László phát biểu, tiết lộ rằng ông thiết kế các dự án giống với trại tập trung Buchenwald và Dachau để vượt qua chấn thương tâm lý và khẳng định rằng trong cuộc sống, đích đến quan trọng hơn hành trình.

## Diễn viên
- Adrien Brody trong vai László Tóth, một kiến trúc sư người Do Thái gốc Hungary sống sót Holocaust ở trại tập trung Buchenwald
- Felicity Jones trong vai Erzsébet Tóth, vợ của László, một nhà báo sống sót Holocaust ở trại tập trung Dachau
- Guy Pearce trong vai Harrison Lee Van Buren, một nhà công nghiệp giàu có, đẹp trai, kiêu ngạo, là khách hàng chính của László, nhưng lại ghen tị với khả năng sáng tạo nghệ thuật của anh
- Joe Alwyn trong vai Harry Lee Van Buren, con trai kiêu ngạo và tự phụ của Harrison
- Raffey Cassidy trong vai Zsófia, cháu gái mồ côi của László, bị câm sau khi sống sót Holocaust ở trại tập trung Dachau
  - Cassidy cũng đóng vai con gái trưởng thành của Zsófia
  - Ariane Labed trong vai Zsófia trưởng thành
- Stacy Martin trong vai Maggie Van Buren, em gái song sinh của Harry
- Alessandro Nivola trong vai Attila Miller, chủ một cửa hàng đồ nội thất ở Philadelphia và là anh họ của László, đã di cư đến Hoa Kỳ trước Chiến tranh thế giới thứ hai
- Emma Laird trong vai Audrey Miller, người vợ Công giáo của Attila
- Isaach de Bankolé trong vai Gordon, một người cha đơn thân và là bạn của László
- Michael Epp trong vai Jim Simpson, một kiến trúc sư
- Jonathan Hyde trong vai Leslie Woodrow, một người thợ được Harrison thuê để thực hiện thiết kế của László
- Peter Polycarpou trong vai Michael Hoffman, luật sư người Do Thái của Harrison
- Maria Sand trong vai Michelle Hoffman, vợ của Michael, một người cải đạo sang Do Thái giáo
- Salvatore Sansone trong vai Orazio, bạn người Ý của László ở Carrara, một người theo chủ nghĩa vô trị từng tham gia phong trào kháng chiến Ý

## Sản xuất

### Phát triển

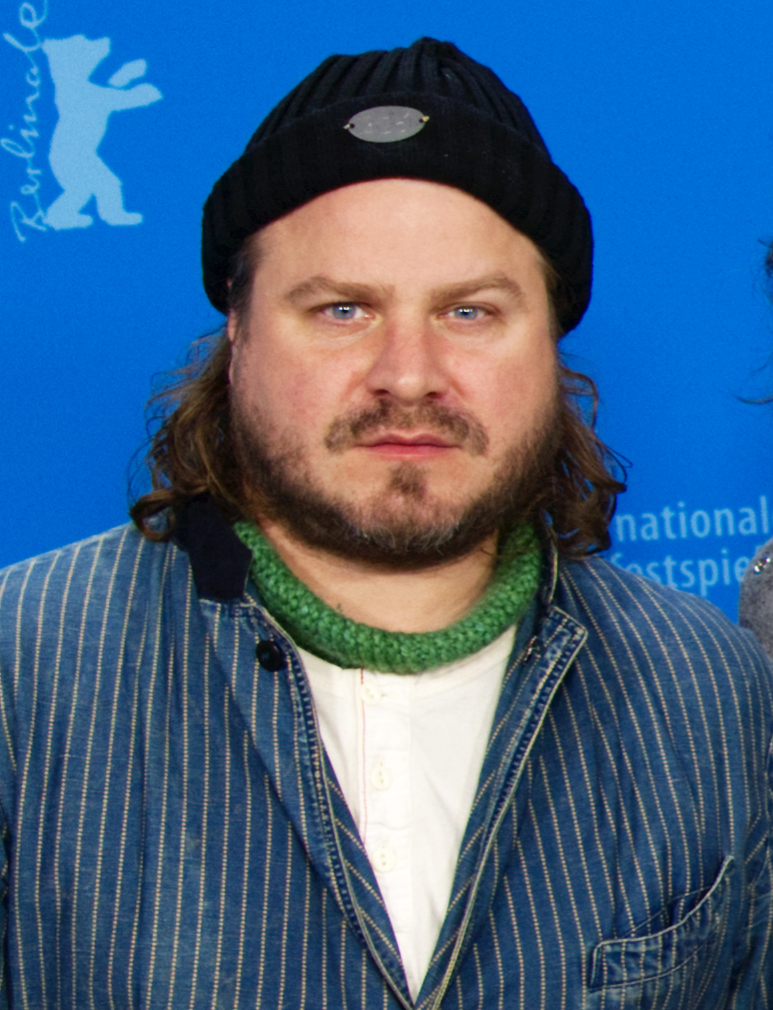
Đạo diễn Brady Corbet

Tháng 9 năm 2018, tạp chí trực tuyến Deadline Hollywood đưa tin rằng dự án tiếp theo của Brady Corbet là The Brutalist sau bộ phim chính kịch Vox Lux. Công ty sản xuất Andrew Lauren Productions xây dựng kịch bản với Corbet và tài trợ cho bộ phim. Corbet tiếp tục đồng viết kịch bản với nhà làm phim, vợ Mona Fastvold sau bộ phim The Childhood of a Leader năm 2015 và bộ phim Vox Lux năm 2018. The Brutalist ban đầu được công bố là sự hợp tác sản xuất giữa Andrew Lauren và DJ Gugenheim của ALP, Trevor Matthews và Nick Gordon của Brookstreet Pictures, Three Six Zero của Brian Young và công ty Madants của Ba Lan, giám đốc sản xuất là Christine Vachon, Pamela Koffler và David Hinojosa của Killer Films.
Ngày 2 tháng 9 năm 2020, Deadline Hollywood đưa tin rằng Joel Edgerton được chọn vào vai László Tóth, Marion Cotillard được chọn vào vai Erzsébet Tóth và Mark Rylance được chọn vào vai Harrison Lee Van Buren. Sebastian Stan, Vanessa Kirby, Isaach De Bankolé, Alessandro Nivola, Raffey Cassidy và Stacy Martin cũng được công bố tham gia bộ phim. Corbet mô tả The Brutalist là "một bộ phim tôn vinh những chiến thắng của những người có tầm nhìn táo bạo và thành đạt nhất, ông cha của chúng ta" và là dự án sâu sắc nhất của ông cho đến nay. Protagonist Pictures giới thiệu dự án tại Liên hoan phim quốc tế Toronto năm 2020.
Lol Crawley được công bố là giám đốc quay phim, Dávid Jancsó là người dựng phim và Kate Forbes là người thiết kế trang phục  vào ngày 9 tháng 3 năm 2023. Judy Becker được công bố là người thiết kế sản xuất vào ngày 11 tháng 4 năm 2023. Daniel Blumberg sáng tác nhạc nền phim.
Ngày 11 tháng 4 năm 2023, Deadline Hollywood công bố Adrien Brody, Felicity Jones, Guy Pearce, Joe Alwyn, Jonathan Hyde, Emma Laird và Peter Polycarpou sẽ tham gia bộ phim thay cho Edgerton, Cotillard, Rylance, Stan và Kirby. Andrew Lauren Productions và Yellow Bear tại Hoa Kỳ đồng sản xuất bộ phim cùng với Brookstreet và Intake Films tại Anh và Proton Cinema tại Hungary, nhà tài trợ là Brookstreet UK, Yellow Bear, Lip Sync Productions, Richmond Pictures, Meyohas Studio, Carte Blanche, Cofiloisirs và Parable Media. CAA Media Finance tiếp thị bộ phim tại Hoa Kỳ, Protagonist Pictures tiếp thị bộ phim tại quốc tế. Focus Features sau đó mua lại quyền phát hành quốc tế bộ phim.
Corbet dành tặng bộ phim cho Scott Walker, người sáng tác nhạc nền phim cho những bộ phim trước đó của ông, qua đời vào năm 2019.

### Biên kịch
Corbet cho biết anh từ lâu đã quan tâm đến kiến trúc. Chú của anh là một kiến trúc sư từng học tại Taliesin West do Frank Lloyd Wright thiết kế, trong khi ông nội của Fastvold là một nhà thiết kế giữa thế kỷ 20; bản thân Corbet thường đến Taliesin West khi còn nhỏ. Anh nói rằng nội dung của bộ phim là sự tương đồng giữa trải nghiệm nghệ thuật và trải nghiệm của người nhập cư và cho rằng kiến trúc thô mộc là một ẩn dụ trực quan hoàn hảo về hậu chấn chiến tranh. Kịch bản bộ phim cũng dựa trên trải nghiệm nhập cư từ Na Uy của Fastvold. Corbet coi kiến trúc và điện ảnh là giống nhau vì đều là "những hình thức biểu đạt nghệ thuật đòi hỏi sự tham gia rất lớn của người khác, sự hợp tác và rất nhiều tiền".
Nhân vật László Tóth lấy cảm hứng từ một số kiến trúc sư, nhà thiết kế, bao gồm Marcel Breuer, một kiến trúc sư người Hungary được đào tạo tại Bauhaus, Paul Rudolph, Ludwig Mies van der Rohe, László Moholy-Nagy, Louis Kahn và Ernő Goldfinger. Corbet và Fastvold tham khảo ý kiến của nhà sử học kiến trúc Jean-Louis Cohen để đảm bảo rằng trên thực tế không có kiến trúc sư nào có sự nghiệp giống như Tóth sau Chiến tranh thế giới thứ hai. Corbet cũng tham khảo công trình nghiên cứu của Hilary Thimmesh về Tu viện Thánh Gioan ở Collegeville, Minnesota do Breuer thiết kế và các tác phẩm của nhà văn W. G. Sebald và V. S. Naipaul; tiêu đề cuốn tiểu thuyết The Enigma of Arrival của Naipaul là tên phần đầu của bộ phim.

### Quay phim

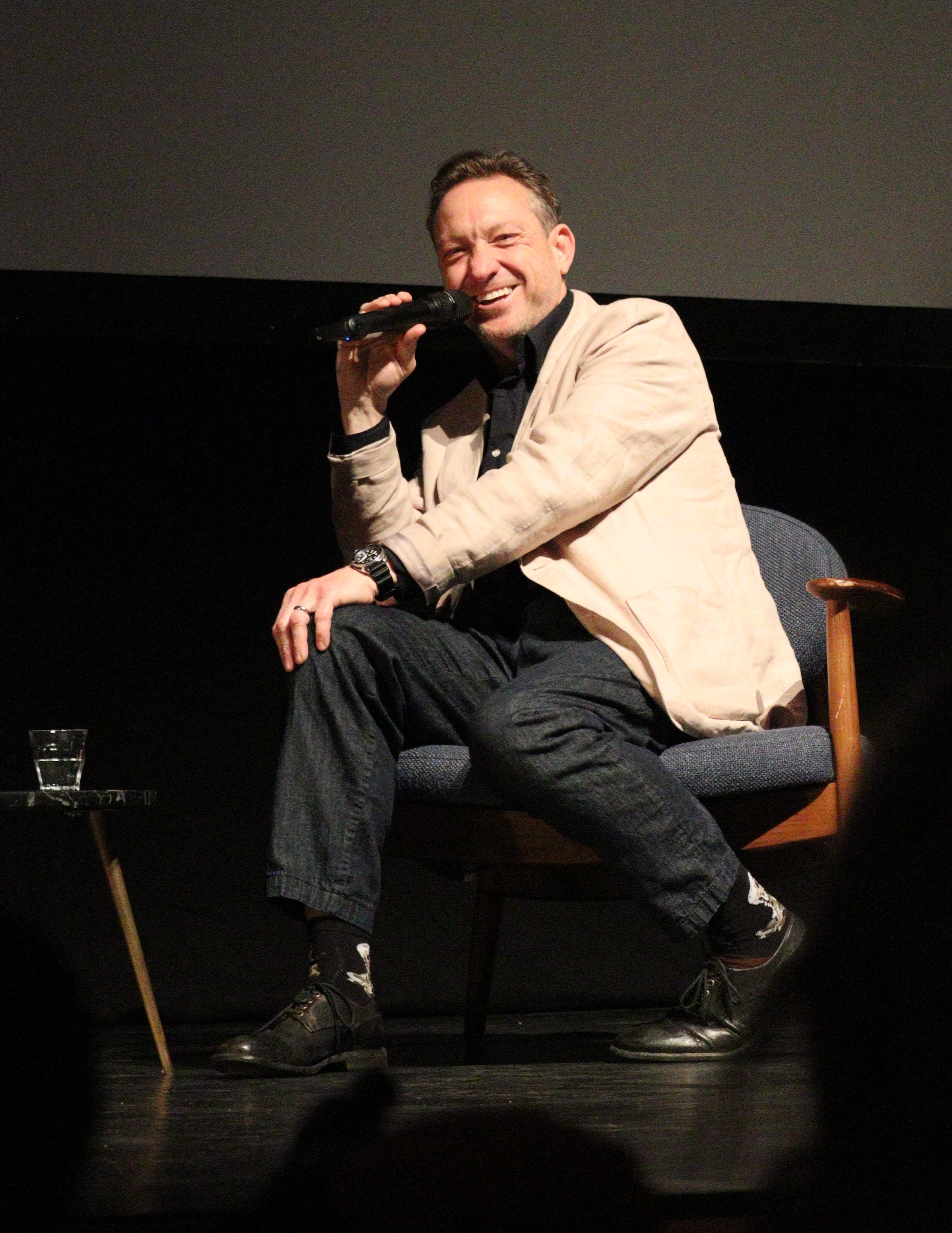
Lol Crawley thảo luận về The Brutalist tại Liên hoan phim quốc tế Rotterdam lần thứ 54

Lời kết của The Brutalist được quay tại Venezia vào tháng 9 năm 2020. Quay phim chính dự kiến bắt đầu ở Ba Lan vào tháng 12 năm 2020 nhưng bị hoãn lại do đại dịch COVID-19, Nga xâm lược Ukraine, một số nữ diễn viên có thai (bao gồm nữ diễn viên chính Felicity Jones) và một số người nhà đoàn làm phim qua đời. Corbet đổi địa điểm quay phim sang Hungary vì được hưởng ưu đãi thuế, có nhiều phòng rửa phim ở Budapest và Corbet và Fastvold đều đã quay phim ở Hungary.
Quay phim chính bắt đầu vào ngày 16 tháng 3 năm 2023 tại Budapest. Khung cảnh thành thị và nông thôn Philadelphia thập niên 1950 được quay tại Budapest và vùng nông thông xung quanh, dinh thự Van Buren là Lâu đài Andrássy ở Tóalmás. Đoàn làm phim đến Carrara, Tuscania vào ngày 29 tháng 4 năm 2023 và quay phim tại mỏ đá Bettogli và Bombarda trong điều kiện sương mù dày đặc và thị trấn Carrara. Một đơn vị quay cảnh bên ngoài Thành phố New York và Tượng Nữ thần Tự do. Quay phim chính hoàn thành vào ngày 5 tháng 5 năm 2023, thời gian quay phim là 34 ngày.
Bộ phim được quay bằng khung phim 35 mm của VistaVision và ống kính Leica-S nhằm phát hành bằng phim 70 mm vì có cùng chiều cao và là định dạng khả thi nhất để hiển thị kích thước ban đầu của khung VistaVision khi chiếu phim. Corbet và Lol Crawley ban đầu quyết định dùng VistaVision khi đi xem các mỏ đá ở Ý cho những cảnh quay lớn. Corbet giải thích rằng định dạng VistaVision là cách tốt nhất để tái hiện bối cảnh thập niên 1950 của bộ phim, trong khi Crawley cho rằng phim 35 mm có trường nhìn rộng, cho phép quay kiến trúc mà không cần dùng ống kính góc rộng. Bộ phim cũng dùng máy quay Arricam ST, LT và Arriflex 235 phim 35 mm được trang bị ống kính Cooke. Cảnh phim tài liệu được quay bằng máy quay Arriflex 416 phim 16 mm được trang bị ống kính Zeiss Superspeed, trong khi cảnh phim truyền hình trong phần kết được quay bằng Digital Betacam.
Mặc dù không phải là một kiến trúc sư, Judy Beckert thiết kế Viện Van Buren dựa trên ghi chép chi tiết của Fastvold và Corbet. Becker nghiên cứu thiết kế của các trại tập trung, các tòa nhà kiến trúc thô mộc, các dự án của Marcel Breuer, bao gồm Hội đường Do Thái giáo Cải cách Westchester có Ngôi sao David ở Scarsdale, New York, và Ando Tadao, Viện Nghiên cứu Sinh học Salk của Louis Kahn, Trụ sở Johnson Wax của Frank Lloyd Wright và giếng trời của James Turrell. Tuy nhiên, công trình chỉ được dựng dưới dạng một mô hình dài chín feet.

### Nhạc nền phim
Nhạc sĩ người Anh Daniel Blumberg bắt đầu sáng tác nhạc nền phim từ khi bộ phim được thai nghén vào năm 2018, trước đó đã hợp tác với Corbet trong bộ phim ngắn Gyuto (2019). Nhạc nền phim được Milan Records phát hành vào ngày 13 tháng 12 năm 2024. Đoạn mở đầu của bộ phim được biên đạo và quay theo demo của Blumberg vì Corbet và Blumberg muốn có nhạc liên tục trong 10 phút đầu của bộ phim. Các nghệ sĩ piano John Tilbury, Sophie Agnel và Simon Sieger, nghệ sĩ trumpet Axel Dörner và nghệ sĩ saxophone Evan Parker xuất hiện trong suốt nhạc nền phim. Nhạc sĩ synth-pop Vince Clarke chơi nhạc cụ tổng hợp trong "Epilogue (Venice)".

### Hậu kỳ
Nhà dựng phim người Hungary Dávid Jancsó phụ trách dựng phim. Trong một cuộc phỏng vấn, Jancsó tiết lộ đã dùng các công cụ trí tuệ nhân tạo của Respeecher, một công ty phần mềm ở Ukraina, nhằm cải thiện đoạn hội thoại tiếng Hungary của Adrien Brody và Felicity Jones sau khi lồng tiếng thất bại, mặc dù Brody và Jones đều được huấn luyện phát âm.
Sau khi cuộc phỏng vấn của Jancsó gây phản ứng dữ dội trên mạng xã hội, Brady Corbet ra tuyên bố đính chính sau đây:
Diễn xuất của [Brody] và [Jones] hoàn toàn chân thật. Họ làm việc trong nhiều tháng với huấn luyện viên phát âm Tanera Marshall để hoàn thiện giọng nói. Công nghệ Respeecher chỉ được dùng để chỉnh sửa lời thoại tiếng Hungary, cụ thể là để tinh chỉnh một số nguyên âm và chữ cái để đảm bảo độ chính xác. Lời thoại tiếng Anh không bị thay đổi. Đây là một quy trình thủ công, được đội ngũ âm thanh của chúng tôi và Respeecher thực hiện với sự tôn trọng cao nhất đối với nghề diễn trong hậu kỳ nhằm giữ nguyên diễn xuất của [Brody] và [Jones] trong ngôn ngữ khác, không phải để thay thế hoặc thay đổi.

## Phát hành

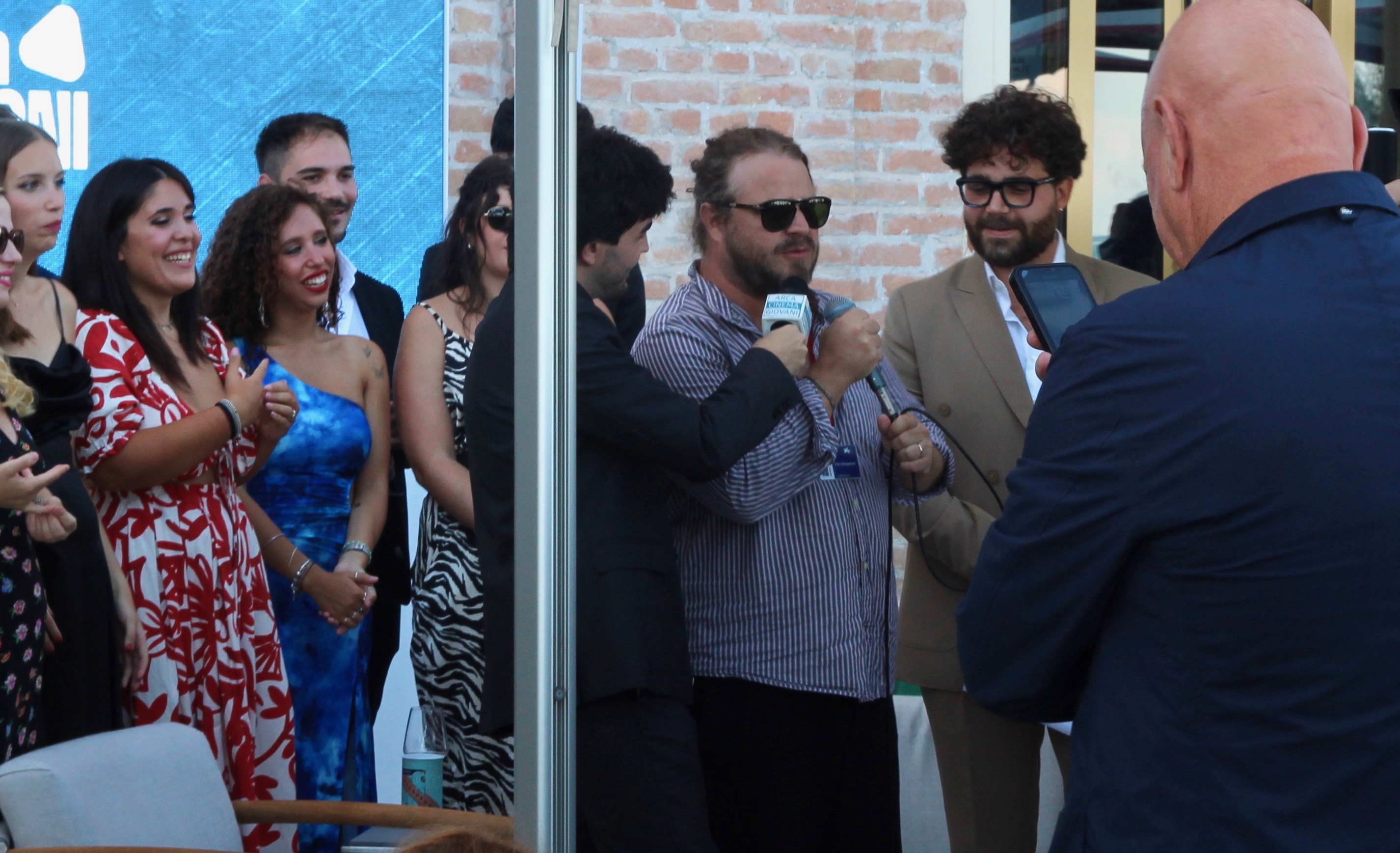
Đạo diễn Brady Corbet nhận Giải thưởng ARCA Cinema Giovani tại Liên hoan phim quốc tế Venezia 2024

The Brutalist được công chiếu tại Liên hoan phim quốc tế Venezia lần thứ 81 vào ngày 1 tháng 9 năm 2024 Bộ phim cũng được trình chiếu tại Liên hoan phim quốc tế Toronto vào ngày 6 tháng 9 năm 2024, Liên hoan phim New York năm 2024, Liên hoan phim quốc tế Valladolid lần thứ 69 và Liên hoan phim Austin lần thứ 31. Ngày 8 tháng 9 năm 2024, A24 mua lại bản quyền phát hành bộ phim tại Hoa Kỳ với giá 10–15 triệu đô la Mỹ trong một cuộc đấu thầu với Neon. Corbet chọn A24 vì muốn phát hành bộ phim vào năm 2024 bằng phim 70 mm. Bộ phim được phát hành tại Hoa Kỳ vào ngày 20 tháng 12 năm 2024, được Focus Features phát hành tại Anh thông qua Universal Pictures UK vào ngày 24 tháng 1 năm 2025  và được Elevation Pictures phát hành tại Canada.

## Đón nhận

### Doanh thu phòng vé
Tính đến  ngày 20 tháng 3 năm 2025, The Brutalist đã thu về 16,2 triệu đô la Mỹ tại thị trường Hoa Kỳ và Canada và 31,4 triệu đô la Mỹ tại những thị trường khác, tổng doanh thu toàn cầu là 48,5 triệu đô la Mỹ.

### Đánh giá chuyên môn
Trên trang web tổng hợp đánh giá Rotten Tomatoes, 93% trong số 319 bài phê bình được xác định là tích cực, với điểm trung bình là 8.7/10.  Nhìn chung các nhà bình luận đều đồng thuận ở nội dung: "Với cấu trúc tuyệt đẹp, thấm đẫm diễn xuất đầy cảm xúc của Adrien Brody và thiết kế hoàn hảo, The Brutalist của biên kịch kiêm đạo diễn Brady Corbet là một sự tôn vinh vĩ đại cho người nhập cư." Trang Metacritic sử dụng công thức bình quân gia quyền, đã chấm bộ phim số điểm 90/100 dựa trên 57 nhà phê bình, cho thấy "sự tán dương rộng rãi".
Các nhà làm phim Tim Fehlbaum, Drew Goddard, Reinaldo Marcus Green, Don Hertzfeldt, Matt Johnson, Karyn Kusama, David Lowery, Lance Oppenheim, Paul Schrader, Celine Song, Oliver Stone, Denis Villeneuve, Malcolm Washington và John Waters gọi The Brutalist là một trong những bộ phim yêu thích của họ vào năm 2024.

## Giải thưởng
Tại Liên hoan phim quốc tế Venezia lần thứ 81, The Brutalist giành năm giải thưởng, bao gồm Giải Sư tử bạc. Bộ phim được đề cử chín giải thưởng tại Giải Lựa chọn của giới phê bình điện ảnh lần thứ 30. Tại Giải Oscar lần thứ 97, The Brutalist được đề cử mười giải thưởng, bao gồm phim xuất sắc nhất, và giành giải quay phim xuất sắc nhất, nhạc nền phim xuất sắc nhất và nam diễn viên chính xuất sắc nhất  Tại Giải Quả cầu vàng lần thứ 82, bộ phim được đề cử bảy giải thưởng và giành giải mam diễn viên phim chính kịch xuất sắc nhất, đạo diễn xuất sắc nhất và phim chính kịch xuất sắc nhất. Viện phim Mỹ bình chọn The Brutalist là một trong 10 bộ phim hay nhất năm 2024.